# جيني وولوورك
جيني وولوورك (بالإنجليزية: Jenny Wallwork) هي لاعبة كرة الريشة بريطانية، ولدت في 17 يناير 1987 في بولتن في المملكة المتحدة.

## وصلات خارجية
- جيني وولوورك على موقع BWF.tournamentsoftware.com (الإنجليزية)
- جيني وولوورك على موقع BWFbadminton.com (الإنجليزية)
- جيني وولوورك على موقع اتحاد ألعاب الكومنولث (مؤرشف) (الإنجليزية)